# Numa Campi
Numa Campi (Modigliana, 12 maggio 1858 – Livorno, 25 maggio 1923) è stato un medico e politico italiano.

## Biografia
Già consigliere comunale del proprio paese, nel 1904 si candida deputato a capo di una inedita coalizione tra socialisti e repubblicani, due formazioni all'epoca antagoniste, con scontri che passavano spesso dalle parole ai fatti. Punto comune dell'alleanza è l'anticlericalismo. La frammentazione dell'elettorato cattolico, diviso come i cardinali del sacro collegio tra favorevoli e contrari al non expedit ancora in vigore, favorisce la sua vittoria, ma un'alleanza basata sull'astio contro una corrente piuttosto che su ideali comuni è un punto debole dell'iniziativa.
Nel corso del mandato parlamentare è particolarmente attivo nel contrasto a privilegi e poteri della chiesa; è stato un acceso sostenitore della legge Bissolati per la limitazione del finanziamento delle scuole cattoliche.
Papa Pio X ha intanto promulgato l'enciclica Il fermo proposito, nella quale si legge che "rimane in genere vietata in Italia la partecipazione dei cattolici al potere legislativo. Sennonché altre ragioni parimenti gravissime, tratte dal supremo bene della società, che ad ogni costo deve salvarsi, possono richiedere che nei casi particolari si dispensi dalla legge, specialmente quando voi, Venerabili Fratelli, ne riconosciate la stretta necessità". Su queste basi il vescovo di Modigliana, Luigi Capotosti, sostiene la candidatura di Silvio Berti, che dopo un'accesa campagna elettorale - anche grazie alle sempre più acute divisioni della coalizione socialista-repubblicana - vince a larga maggioranza. 
A seguito di questa sconfitta, tramontata definitivamente l'alleanza, Campi si ritira a Livorno, vivendo della propria professione fino alla scomparsa. Riposa nel cimitero di Asciano, in provincia di Pisa.